# Hipposideros wollastoni
Hipposideros wollastoni — є одним з видів кажанів родини Hipposideridae.

## Поширення
Країни поширення: Індонезія, Папуа Нова Гвінея. Ендемік острова Нова Гвінея. Проживає від 30 до 1600 м над рівнем моря. Спочиває в печерах серед дубових лісів.

## Загрози та охорона
Порушення печер є потенційною загрозою.